# Ropica siporensis
Ropica siporensis là một loài bọ cánh cứng trong họ Cerambycidae.